# Cikote (Loznica)
Pour les articles homonymes, voir Cikote.
Cikote (en serbe cyrillique : Цикоте) est un village de Serbie situé sur le territoire de la Ville de Loznica, district de Mačva. Cikote est officiellement classé parmi les villages de Serbie.

## Démographie

### Évolution historique de la population
Au recensement de 2011, il comptait 952 habitants.
| 1948  | 1953  | 1961  | 1971  | 1981  | 1991  | 2002  | 2011 |
| ----- | ----- | ----- | ----- | ----- | ----- | ----- | ---- |
| 1 643 | 1 822 | 1 697 | 1 447 | 1 383 | 1 319 | 1 173 | 952  |

|  |